# Half a Klip
Albums de Kool G Rap
The Giancana Story
(2002) Offer You Can't Refuse
(2011)
Singles
1. On the Rise Again
Sortie : 29 février 2008

Half a Klip est le quatrième album studio de Kool G Rap, sorti le 5 février 2008.

## Liste des titres
| No  | Titre                                                                           | Contient un (des) sample(s) de | Durée |
| --- | ------------------------------------------------------------------------------- | --- | ----- |
| 1.  | Risin Up (Produit par Domingo)                                                  | Ain't That (Mellow, Mellow) de Willie Hutch | 3:51  |
| 2.  | Turn It Out (Produit par Critical Child)                                        | | 2:28  |
| 3.  | 100 Rounds (Produit par Domingo)                                                | Rampage du Larry Page Orchestra | 2:43  |
| 4.  | The Life (Produit par MoSS)                                                     | | 4:08  |
| 5.  | Typical Nigga (Produit par Frank Dukes)                                         | | 1:38  |
| 6.  | What's More Realer Than That (Produit par Domingo)                              | | 2:44  |
| 7.  | I Feel Bad for You Son (featuring D-Roc – Produit par Nomadic)                  | | 1:43  |
| 8.  | With a Bullet (featuring K.L. – Produit par Marley Marl)                        | | 4:11  |
| 9.  | On the Rise Again (featuring Haylie Duff – Produit par DJ Premier)              | I've Been Away From Love Too Long de Lenny Williams The Exorcist de Little Vic 2000 B.C. (Before Can-I-Bus) de Canibus The Rainmaker de The 5th Dimension | 3:43  |
| 10. | What's More Realer Than That (Original Mix) (Produit par Marks)                 | | 3:59  |
| 11. | On the Rise Again (Radio Edit) (featuring Haylie Duff – Produit par DJ Premier) | | 3:44  |